# CopyID
La mention CopID ou CopyID, inventée par un auteur anonyme, est un système complémentaire du copyright et du copyleft, qui a pour but de stimuler l'échange libre et gratuit des idées et des savoirs.
Il suffit d'indiquer « CopID » sur l'œuvre initiale, au bas d'un texte comme celui-ci par exemple. 
Si une œuvre comporte une mention CopID initiale ou ultérieure, sa copie ou sa modification sont totalement libres, sans mention du nom de l'auteur ni de la source. 
Pour favoriser la circulation de l'œuvre, il est recommandé mais pas obligatoire de faire figurer la mention CopID sur toute reproduction d'une œuvre possédant déjà une licence de libre diffusion. Un autre nom d'auteur peut même figurer sur la copie dans la mesure où le nom de l'auteur initial ou du copieur précédent est déclaré comme secondaire depuis son origine. 
La mention CopID exprime la volonté d'un auteur de mettre son œuvre dans le domaine public non marchand. Elle autorise chacun à s'inspirer librement, à copier ou à recopier totalement ou partiellement, ou à modifier une œuvre et elle atteste le refus de la part de l'auteur d'en faire ou d'en autoriser un usage lucratif. 
Un auteur qui déclare l'une de ses œuvres sous CopID renonce à sa propriété intellectuelle personnelle sur celle-ci, mais n'autorise pas une usurpation de cette propriété par une autre personne à des fins lucratives. Dans cette éventualité, la propriété intellectuelle d'une œuvre resterait protégée légalement par la première divulgation de l'œuvre faite par son auteur ou son créateur. 
CopID s'applique en premier lieu aux textes écrits sur internet, et dont l'auteur souhaite une large diffusion par copies faites librement, donc sans référence ni à une source ni à un auteur. 

## Application aux textes sur internet
Le texte initial proposé par un auteur comporte la mention CopID. Si le site internet accepte cette mention lors de la publication du texte, il renonce à son droit d'être cité en tant que source. Ce texte peut être recopié et modifié librement sur tout autre site internet, y compris avec un nom d'auteur différent. Il est alors simplement recommandé de faire figurer au bas de la copie la mention CopID. La recopie de la mention CopID n'est pas une obligation, seule cette mention lors de la première mise en ligne d'un texte détermine le statut définitif de ce texte dans sa forme initiale.